# Алфред Деблин
Алфред Деблин (Штетин, 10. август 1878 — Емендинген, 26. јун 1957) је био немачки експресионистички књижевник и драматург јеврејског порекла. Његова дела карактерише снажна критика друштва и елементи фантазије. Најпознатији је по свом роману „Берлин Александерплац“ (Berlin Alexanderplatz).
Рођен је у јеврејској трговачкој породици. У Берлину је студирао медицину, али се истовремено интересовао за филозофију. Радио је кратко као новинар, да би касније отворио психијатријску ординацију у Берлину. Први роман, „Три скока Ванг Луна“, објавио је 1915. Објављивао је експресионистичке приповетке у часопису Дер штурм. Постао је председник Друштва писаца Немачке 1924. Роман „Берлин Александерплац“, о животу криминалца, написао је 1929. Када су нацисти преузели власт побегао је у Париз, где је 1936. добио француско држављанство. „Амазонску трилогију“ написао је 1937. Када су Немци окупирали Француску преселио се у Холивуд. Ту се 1941. преобратио у католицизам цитирајући филозофске инспирације за тај чин. После рата вратио се у Европу и живео у Немачкој и Француској.